# Honorarprofessor
Ein Honorarprofessor ist ein nebenberuflicher  Hochschullehrer. Honorarprofessoren müssen zumeist mehrere Jahre lang als selbstständige Dozenten oder Lehrbeauftragte ihre didaktische Eignung nachgewiesen haben. Außerdem sollen sie besondere wissenschaftliche oder künstlerische Leistungen erbracht haben. Die Qualifikation der zu bestellenden Persönlichkeit ist aber nur in einigen Bundesländern, zum Beispiel in Thüringen, Mecklenburg-Vorpommern, Nordrhein-Westfalen und Bayern, durch Gutachten externer Wissenschaftler zu belegen.
Honorarprofessoren führen in den meisten deutschen Ländern die Bezeichnung Professor („Prof.“) ohne weiteren Zusatz. Sie halten Lehrveranstaltungen, dürfen Prüfungen abnehmen und in einigen Bundesländern auch Doktoranden betreuen. Details regeln die jeweiligen Landeshochschulgesetze und Prüfungsordnungen der Hochschulen.
Ein vorangegangener Doktortitel wird nicht zwingend vorausgesetzt.
Die meisten Landeshochschulgesetze sehen vor, dass Honorarprofessoren hauptberuflich außerhalb der Hochschule tätig sind und für ihre Lehrtätigkeit allenfalls eine Aufwandsentschädigung erhalten. Durch die Bestellung von Honorarprofessoren sollen Personen mit Bezug zur Praxis für die universitäre respektive hochschulische Lehre gewonnen und dauerhaft eng an die betreffende Hochschule gebunden werden.
In Deutschland ist nicht erfasst, wie viele Honorarprofessoren es gibt. Für 2018 werden vom Statistischen Bundesamt nur 1615 Personen angegeben, aber laut einer Recherche der FAZ sollen es um die 20.000 sein.

## Titel
Im Unterschied zur verbeamteten Hochschulprofessur, die dienstrechtlich mit einer Ernennung verbunden ist und hauptberuflich erfolgt, steht die Titularprofessur bzw. Honorarprofessur nicht im Zusammenhang mit einer Ernennung, sondern kann von der Hochschule nach einer meist fünfjährigen Lehrtätigkeit verliehen werden (die Details regeln die Hochschulgesetze bzw. Ordnungen zur Bestellung von Honorarprofessoren). Sie grenzt sich damit von dem ehrenhalber verliehenen Ehrenprofessor ab, der mit dem Zusatz h. c. (honoris causa) zu führen ist.
Die Bezeichnung „Honorar“ leitet sich vom lateinischen „honor“: Ehre, Ehrenamt ab. Im Gegensatz zum Ehrenprofessor oder Prof. h. c. ist der Honorarprofessor dennoch kein reiner Ehrentitel.

## Voraussetzungen

### Deutschland
In den meisten Bundesländern gelten für Honorarprofessoren ähnliche Zulassungsvoraussetzungen wie für hauptberufliche und außerplanmäßige  Professoren. Allerdings ist die Habilitation regelmäßig nicht vorgesehen. In der Regel müssen die Leistungen auf dem jeweiligen Fachgebiet nicht genau den wissenschaftlichen Anforderungen entsprechen, die an Hochschullehrer gestellt werden. Eine formale oder faktische Bedingung kann eine ca. zehn Semester dauernde vorherige Tätigkeit als Lehrbeauftragter sein. Die Bedingungen sind abhängig von den jeweiligen Regelungen der Hochschulen und Bundesländer. Hier bietet sich ein recht diverses Bild. Beispielsweise gibt es in Niedersachsen keine allgemeinen Regelungen, sondern jede Hochschule kann die Bestellung von Honorarprofessoren in eigenen Ordnungen regeln, und in Hessen werden in der Regel Honorarprofessuren ausschließlich an Personen verliehen, die sich bei der Umsetzung wissenschaftlicher Ergebnisse in die Praxis verdient gemacht haben. Häufig ist nach universitätsinternen Regelungen oder Gebräuchen Voraussetzung der Bestellung, dass drei Hochschullehrer anderer Universitäten in Gutachten die Bestellung befürworten.
Honorarprofessoren in Deutschland waren früher in der Regel verpflichtet, zwei Semesterwochenstunden pro Semester unentgeltlich zu lehren (sogenannte „Erhaltungslehre“ oder „Titellehre“). In vielen Bundesländern wurde diese Verpflichtung inzwischen in eine Soll-Vorschrift abgeändert, oder es ist, wie in Nordrhein-Westfalen, gar keine Lehrverpflichtung im Hochschulgesetz mehr vorgesehen. Falls ein Honorarprofessor seiner Lehrverpflichtung nicht nachkommt oder er zum Schaden der verleihenden Hochschule handelt, kann der Titel aberkannt werden.
Bezüglich der Anstellung an der berufenden Hochschule unterscheiden sich die Bundesländer erheblich. In den meisten Ländern dürfen Honorarprofessoren jedoch nicht gleichzeitig an der bestellenden Hochschule tätig sein. Die Bestellung erfolgt im überwiegenden Teil der Länder durch die Hochschule. Früher wurden sie regelmäßig durch das zuständige Ministerium bestellt.
In Baden-Württemberg sind Honorarprofessoren Personen, die eine Lehrtätigkeit von mindestens zwei Wochenstunden ausüben. Ob eine Vergütung gezahlt wird,  was in der Regel der Fall ist, entscheidet der Senat.
In Thüringen haben Honorarprofessoren die gesetzliche Verpflichtung, in ihrem Fachgebiet mindestens zwei Semesterwochenstunden unentgeltlich zu lehren. Die Führung des Titels ist an die Dauer der Lehrtätigkeit gebunden. Scheiden Honorarprofessoren wegen Erreichens der Altersgrenze aus, dürfen sie, wie die anderen Hochschullehrer in Thüringen auch, den Titel Professor als akademische Bezeichnung weiterführen.

### Schweiz
Hier ist dafür die Bezeichnung Titularprofessor üblich, obgleich es auch regional noch Honorarprofessuren gibt (z. B. Genf, Neuenburg).

### Österreich
In Österreich wird der Titel Honorarprofessor, sofern in der Satzung als akademische Ehrung vorgesehen, von der Universität verliehen. Im Unterschied zur alten Rechtslage nach UOG 93 ist damit nach UG 2002 keine automatische Verleihung der Lehrbefugnis (venia docendi) verbunden, da diese in der Regel an ein Habilitationsverfahren (§ 103 UG) gebunden ist.
An der Universität Wien kann das Rektorat „wissenschaftlich besonders qualifizierten Fachleuten in Würdigung ihrer besonderen wissenschaftlichen und pädagogischen Leistungen die Lehrbefugnis (venia docendi) als Honorarprofessorin oder Honorarprofessor für ein ganzes wissenschaftliches Fach an der Universität Wien auf bestimmte Zeit verleihen.“ Ähnlich verleiht das Rektorat nach Zustimmung des Senats eine Honorarprofessur an der Wirtschaftsuniversität Wien.
Die Richtlinien für Ehrungen der Technischen Universität Wien  bestimmen, dass „das Rektorat nach Anhörung des Dekans und des Fakultätsrats der betroffenen Fakultät(en) an wissenschaftlich hervorragend qualifizierte Personen in Würdigung ihrer besonderen wissenschaftlichen und/oder pädagogischen Leistungen für eine bestimmte Zeitdauer oder unbefristet den Titel Honorarprofessorin/Honorarprofessor und damit verbunden ehrenhalber die Lehrbefugnis über ein bestimmtes wissenschaftliches Fach verleihen“ kann. Maßgeblich für die Verleihung des Titels und einer damit verbundenen Lehrbefugnis sind die Fähigkeiten zur Erfüllung folgender Aufgaben: Abhaltung von Bachelor- und Diplomprüfungen sowie von Rigorosen und Betreuung von Diplomarbeiten sowie Dissertationen; Abhaltung von Lehrveranstaltungen im Rahmen des Faches; Betreuung junger Wissenschaftler und/oder die Betreuung hervorragender wissenschaftlicher Projekte.

## Kritik in Deutschland
Der Journalist Hermann Horstkotte sprach 2012 von einer „häufig abenteuerlichen Vergabepraxis von Honorarprofessuren“. Statt wissenschaftlicher Leistungen zählten oft ganz andere Qualitäten. Indem Hochschulen Personen aus Wirtschaft und Politik zu Honorarprofessoren ernennen, gewinnen sie zum Teil einflussreiche Freunde, in manchen Fällen auch Spender.
Für heftige Diskussionen sorgte die Ernennung von Josef Ackermann, damals Vorstandsvorsitzender der Deutschen Bank AG, zum Honorarprofessor an der Wirtschaftsfakultät der Goethe-Universität Frankfurt am Main. Sie erfolgte im Juli 2008 im zweiten Anlauf, nachdem 2005 ein erster Versuch gescheitert war. Die Kritiker sagten, ein Professor müsse nicht nur lehren, sondern auch Vorbild sein; unter anderem warfen sie Ackermann seine Entscheidung zu massiven Entlassungen bei der Deutschen Bank trotz gleichzeitiger großer Gewinne vor. Manche Kritiker sahen auch einen Zusammenhang zwischen Ackermanns Honorarprofessur und der finanziellen Unterstützung der Deutschen Bank für ein neues Institut der Goethe-Universität.
Diverse Hochschulen haben mittlerweile Vorkehrungen getroffen, um die Bestellung von Honorarprofessoren transparenter zu machen und um die wissenschaftliche Qualifikation der Kandidaten zu prüfen. Manche sehen Kommissionen ähnlich den Berufungskommissionen für ordentlich berufene, hauptamtliche Professoren vor.